# 刘子载
刘子载（1905年—1972年），男，湖南新宁人，中华人民共和国政治人物，曾任中华人民共和国高等教育部副部长，第三、四届全国政协委员。
刘子载1925年参加中国共产主义青年团，1926年转为中国共产党党员。曾任武汉市和湖北省学联主任、青联主任，上海铁路总工会东方办事处秘书长兼宣传部部长。1933年被捕。抗日战争爆发后，获释出狱。历任陕甘宁边区总工会秘书长，中共辽东省委副书记，东北局宣传部副部长兼东北行政委员会文委副主任，中华人民共和国国务院高等教育部副部长等职。曾当选全国政协委员。